# Аллікмаа
А́ллікмаа (ест. Allikmaa küla) — село в Естонії, у волості Ляене-Ніґула повіту Ляенемаа.

## Населення
Чисельність населення на 31 грудня 2011 року становила 25 осіб.

## Географія
Село розташоване на південний захід від селища Палівере.

## Історія
До 27 жовтня 2013 року село входило до складу волості Таебла.